# Залив Принцессы Марии
Залив Принцессы Марии (англ. Princess Marie Bay) — арктический залив, расположенный в административном регионе Кикиктани, Нунавут, Канада.
Залив находится в бассейне Кейна пролива Нэрса и вдаётся с востока на запад в территорию острова Элсмир. Входные заливы: Вудворд (с северо-запада), Сойер (с запада), Хармсворт (с юго-запада), Пири (с юга).
С севера его ограничивает полуостров Кука с ледником Свена Хедина, с юга — полуостров Бэйч.
Залив имеет ширину 5—15 км и длину 40—50 км.

## Флора и фауна
Берега залива являют собой влажные осоковые луга, предоставляя пищу популяции овцебыков. Как и почти весь Элсмир, они абсолютно необитаемы
.

## Исследование
В 1898 году Залив Принцессы Марии исследовал Роберт Пири. Залив стал конечной точкой морской части его путешествия на корабле «Виндворд», путь которому в августе преградили льды. В декабре того же года он продолжил путешествие по острову Элсмир на санях.